# Конаржевский, Станислав Адамович
Станислав Адамович Конаржевский (1830 — 20 апреля [3 мая] 1908) – контр-адмирал, герой Синопского боя и обороны Севастополя.

## Служба
15 августа 1848 года произведён в гардемарины и в 1849—1850 годах на кораблях «Ингерманланд», «Иезекииль» и «Память Азова» крейсировал в Финском заливе и у датских берегов. После сдачи экзаменов произведен в чин мичмана 9 августа 1850 года с назначением в Черноморский флот. В 1851 году на транспорте «Аккерман», корабле «Селафаил» и фрегате «Сизополь» крейсировал между Севастополем и Таганрогом.
В 1852—1853 годах крейсировал на корвете «Пилад» у восточных берегов Чёрного моря. 18 ноября 1853 года на пароходо-фрегате «Крым» участвовал в Синопском сражении и за точное исполнение обязанностей был произведен в чин лейтенанта и награждён годовым окладом жалования. В 1854—1855 годах продолжил службу на пароходе «Крым».
В апреле-августе 1855 года командовал батареей на 4-м бастионе и Язонском редуте, где 26 августа был дважды ранен в ногу и контужен в голову. За отличие при обороне Севастополя награждён орденами Святого Владимира IV степени с бантом, Святого Станислава II степени с мечами и Святой Анны III степени. 
В 1856 году на корвете «Зубр» крейсировал в Финском заливе, а в 1857—1858 годах перешел из Кронштадта в Севастополь. В 1858—1859 годах на корабле «Синоп» перешёл из Николаева в Кронштадт.
В 1860 году на корвете «Калевала» отправился из Кронштадта на Тихий океан, где крейсировал у китайских и японских берегов. 1 января 1862 года произведён в чин капитан-лейтенанта, тогда же назначен командиром клипера «Наездник», на котором в 1863 году вернулся в Кронштадт. В этом же году награждён орденом Святой Анны II степени с мечами и годовым окладом жалования за совершение кругосветного плавания.
21 июня 1865 года назначен командиром корвета «Гридень», на котором в 1865—1872 годах  ходил по Балтийскому морю. В 1865 году награждён крестом «За службу на Кавказе». 1 января 1869 года произведён в чин капитана 2-го ранга.
8 апреля 1873 года произведён в чин капитана 1-го ранга. В 1873—1882 годах командовал фрегатом «Адмирал Спиридов». В 1878 году награждён орденом Святого Владимира III степени. 2 февраля 1883 года назначен командиром 4-го флотского экипажа.
В 1887 году произведён в чин контр-адмирала с выходом в отставку.